# Harmony Korine
Pour les articles homonymes, voir Harmony et Korine.
 (décembre 2023).
Si vous disposez d'ouvrages ou d'articles de référence ou si vous connaissez des sites web de qualité traitant du thème abordé ici, merci de compléter l'article en donnant les références utiles à sa vérifiabilité et en les liant à la section « Notes et références ».
Harmony Korine, né le 4 janvier 1973 à Bolinas en Californie, est un réalisateur et scénariste américain.

## Biographie
Né à Bolinas en 1973, Harmony Korine grandit à Nashville. Il rencontre Larry Clark pour qui il écrit le scénario de Kids en 1995 puis celui de Ken Park en 2002, du même réalisateur.
En 1997, il réalise son premier long métrage Gummo.
Il est l'auteur des paroles de la chanson de Björk Harm of Will sur l'album Vespertine (2001).

### Vie privée
Depuis février 2007, il est marié à l'actrice Rachel Korine avec qui il a deux enfants, Lefty Bell (née le 21 novembre 2008), et un garçon (né en 2017).[réf. nécessaire]

## Filmographie

### Réalisateur

#### Longs métrages
- 1997 : Gummo
- 1999 : Julien Donkey-Boy
- 2007 : Mister Lonely
- 2009 : Trash Humpers
- 2012 : Spring Breakers
- 2019 : The Beach Bum
- 2023 : Aggro Dr1ft
- 2024 : Baby Invasion

#### Courts métrages
- 1998 : The Diary of Anne Frank Part II
- 2010 : Mac and Plak
- 2010 : Act Da Fool
- 2011 : Rebel
- 2011 : Snowballs
- 2012 : The Fourth Dimension - segment Lotus Community Workshop

#### Clips musicaux
- 1998 : Sunday pour Sonic Youth avec Macaulay Culkin
- 2004 : No More Workhorse Blues pour Bonnie Prince Billy avec David Berman
- 2006 : Living Proof pour Cat Power
- 2011 : Umshini Wam pour Die Antwoord
- 2012 : Gold On The Ceiling pour The Black Keys
- 2016 : Needed Me pour Rihanna
- 2016 : Last Time pour Gucci Mane et Travis Scott

### Scénariste
Harmony Korine est scénariste de toutes ses réalisations.
- 1995 : Kids de Larry Clark
- 2002 : Ken Park de Larry Clark

### Acteur
- 1995 : Kids : Fidget
- 1998 : Will Hunting : Jerve
- 1999 : Gummo : Le garçon sur le canapé
- 2005 : Last Days : le type dans la boîte
- 2014 : Manglehorn de David Gordon Green : Gary
- 2018 : 90's (Mid90s) de Jonah Hill (caméo)

## Distinctions
- Mostra de Venise 2012 : Prix Future Film Festival Digital (mention spéciale) pour Spring Breakers
- 2e cérémonie des Boston Online Film Critics Association Awards : Top 10 des meilleurs films de l'année pour Spring Breakers
- Golden Trailer Awards : Bande-annonce la plus trash pour Spring Breakers
- Nomination au grand prix de l'Union de la critique de cinéma 2014 pour Spring Breakers
- Nomination à l'Indiana Film Critics Association Awards 2013 : Meilleur film pour Spring Breakers

## Publications
- The Trash Humpers, Dijon, Les Presses du réel, 2010, 136 p. (ISBN 978-3-03764-116-3)
- Sur fond d'émeutes [« A Crack Up at the Race Riots »] (trad. de l'anglais par Julie et Jean-René Étienne), Paris, Inculte, 2019 (1re éd. 1998), 204 p. (ISBN 979-10-95086-95-6, BNF 45712930, SUDOC 237044501)

## Influences
Harmony Korine est indirectement à l'origine du film Elephant de Gus Van Sant. En effet, Gus Van Sant lui demanda quel film l'avait le plus marqué dans sa vie, Harmony Korine évoqua Elephant, un téléfilm de 40 minutes du cinéaste britannique Alan Clarke, diffusé en 1989 sur la BBC. Gus Van Sant s'est inspiré des longs travellings de ce film pour concevoir la mise en scène de sa propre œuvre qui gardera le même titre bien que l'histoire et son contexte soient différents.
Le compositeur britannique Steven Wilson a, dans son album Insurgentes, paru en 2009, composé un morceau du nom de Harmony Korine, en référence au cinéaste.